# Диртутьтербий
Диртутьте́рбий — бинарное неорганическое соединение, интерметаллид
тербия и ртути
с формулой TbHg2,
кристаллы.

## Получение
- Сплавление стехиометрических количеств чистых веществ:

{\displaystyle {\mathsf {Tb+2Hg\ {\xrightarrow {480^{o}C}}\ TbHg_{2}}}}

## Физические свойства
Диртутьтербий образует кристаллы гексагональной сингонии, пространственная группа P 6/mmm (структура типа диборида алюминия AlB2) или
тригональной сингонии, пространственная группа P 3m1, параметры ячейки a = 0,4833 нм, c = 0,3487 нм, Z = 1 (структура типа дикадмийцерия CeCd2).
Соединение образуется по перитектической реакции при температуре 480 °C (592 °C).